# A Race with the Devil
A Race with the Devil è il secondo album in studio dei Vanadium, pubblicato nel 1983 con l'etichetta Durium.
L'album è presente nella classifica dei 100 dischi italiani più belli di sempre secondo Rolling Stone Italia alla posizione numero 63.

## Tracce
Testi e musiche di Mimmo Prantera e Ruggero Zanolini, eccetto dove indicato.
1. Get Up Shake Up – 4:38
2. I Gotta Clash with You – 4:42
3. Don't Be Lookin' Back – 6:16
4. A Race with the Devil – 4:30
5. Running Wild – 5:20
6. Fire Trails – 3:49
7. Outside of Society – 5:13
8. Russian Roulette – 4:47 (Mimmo Prantera)

## Formazione
- Pino Scotto - voce
- Stefano Tessarin - chitarre
- Mimmo Prantera - basso
- Ruggero Zanolini - tastiere
- Lio Mascheroni - batteria